# Geografia del Regno Unito

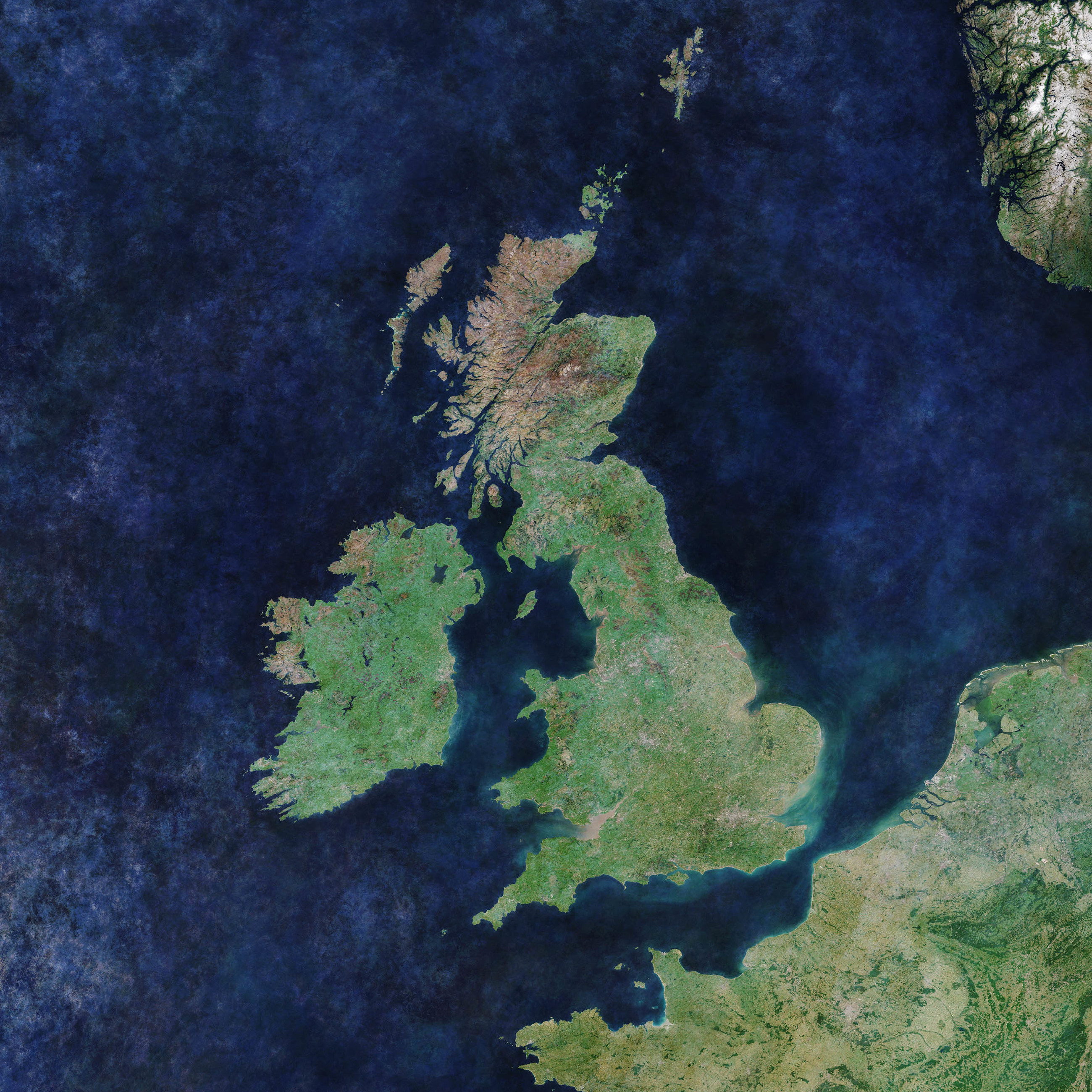
Il Regno Unito costituisce gran parte delle isole britanniche

Il Regno Unito di Gran Bretagna e Irlanda del Nord  è uno stato insulare dell'Europa occidentale. Comprende l'isola della Gran Bretagna (Inghilterra, Scozia e Galles) e l'Irlanda del Nord, insieme a molte altre isole minori e tre arcipelaghi: le isole Orcadi, le isole Ebridi e le Isole Shetland. Il Paese sorge tra le latitudini 49°N e 58°N (le Isole Shetland arrivano a 61°N), è alle longitudini da 8°W a 2°E. L'osservatorio reale di Greenwich, presso Londra, è il punto di riferimento per il meridiano di Greenwich, o meridiano 0. Il Regno Unito, nell'insieme, copre un'area di circa 245000 km².
Il Regno Unito sorge tra l'Oceano Atlantico settentrionale e il Mare del Nord, e giunge fino a 35 km dalla costa nord-occidentale della Francia, dalla quale è separata dal canale della Manica. L'Irlanda del Nord ha un confine di circa 360 km in comune con la Repubblica d'Irlanda. Il tunnel della Manica, scavato al di sotto del canale della Manica, collega il Regno Unito con la Francia.

## Geografia fisica

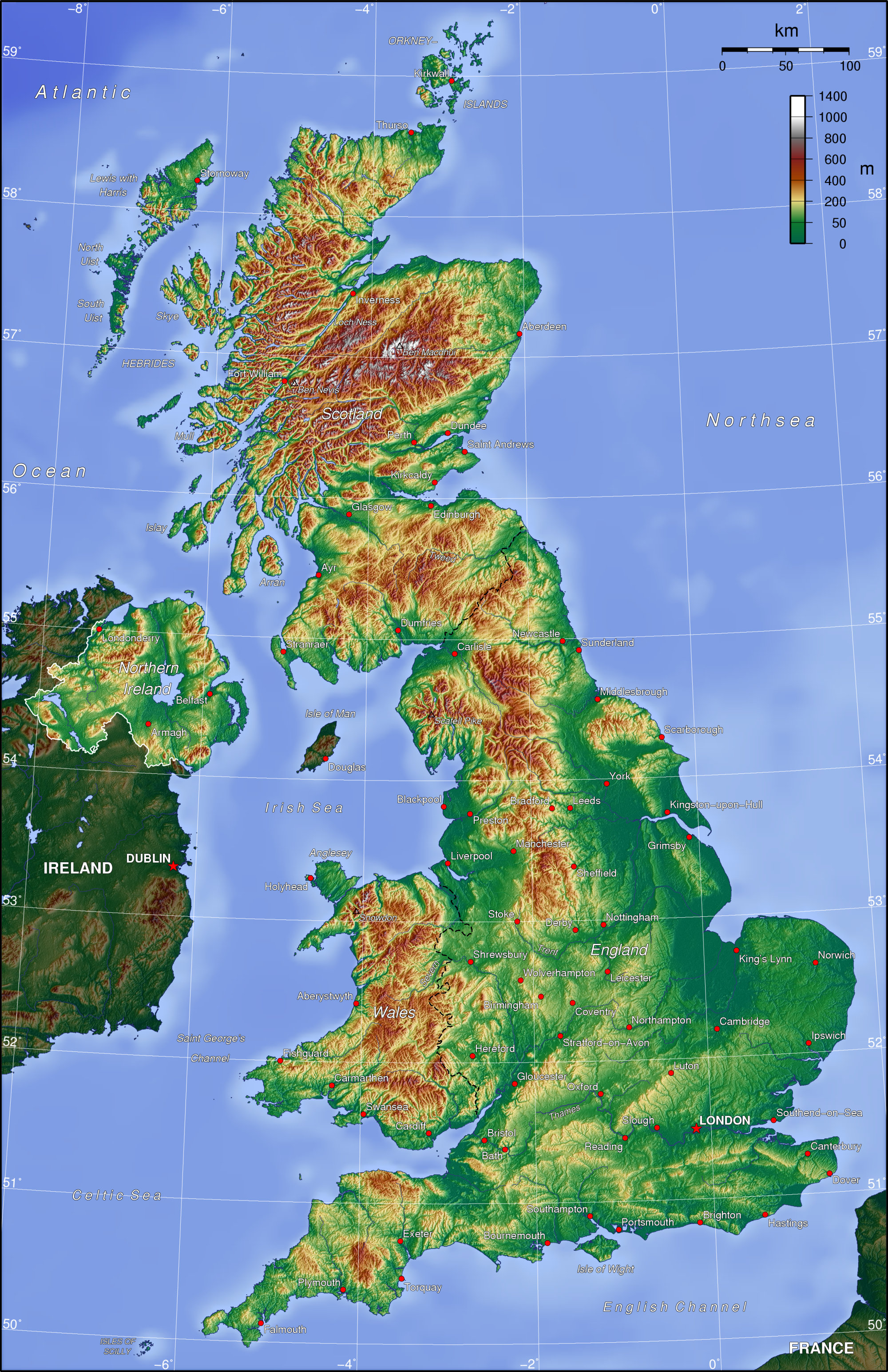
Topografia del Regno Unito

La geografia fisica del Regno Unito non è molto varia, ma si divide per fasce: comprende le scogliere di calcare (Chalk) del Kent e del Dorset, le colline e le pianure dell'Inghilterra sud-orientale, le scogliere di granito della Cornovaglia, le montagne del Galles, i rilievi del Peak District e dei Monti Pennini, i laghi e le montagne della Cumbria, le pianure e le isole della Scozia, i campi, i laghi e le montagne dell'Irlanda del Nord. La geomorfologia odierna del Regno Unito è, infatti, il risultato combinato di fenomeni tettonici/orogenetici, climatici (in particolare le glaciazioni) e sedimentari.
La posizione del centro geografico esatto dell'isola di Gran Bretagna è discussa: a seconda dei rilevamenti geodetici viene collocato a Haltwhistle nel Northumberland o presso Dunsop Bridge nel Lancashire.

### Geologia
La geologia del Regno Unito è varia e complessa, ed è all'origine della grande varietà di forme del paesaggio che si possono trovare in questo paese. Questa varietà ha influenzato, nello sforzo di comprenderla, la nomenclautura geologica elaborata dagli scienziati britannici nel corso del XIX secolo come i nomi di periodi geologici: per esempio, il periodo Ordoviciano prende il nome dagli Ordovici, una popolazione dell'antica Britannia, mentre il Devoniano deriva dalla contea del Devon nell'Inghilterra sud-occidentale.
Le formazioni rocciose più antiche nel Regno Unito sono degli gneiss risalenti ad almeno 2 700 Ma (periodo Archeano) rinvenibili principalmente nella Scozia nord orientale e nelle isole Ebridi. A sud degli gneiss c'è la complessa sequenza rocciosa che forma le Highlands nordoccidentali e i Monti Grampiani in Scozia, così come le montagne del Connemara, Donegal e Mayo nell'Irlanda del Nord. Sono essenzialmente formazioni residuali di rocce sedimentarie, notevolmente piegate, depositatesi sopra gli gneiss a partire da 1 000 Ma: degni di nota sono gli strati di arenaria torridoniana delle Highlands occidentali, potenti fino a 7 km e risalenti a 800 Ma, e alcuni depositi morenici risalenti a 670 Ma.
I resti di antichi archi vulcanici giacciono sepolti in gran parte dell'Inghilterra centrale con piccoli affioramenti visibili in molti luoghi. Circa 600 Ma fa, infatti, l'orogenesi cadomiana trasformò il paesaggio inglese e gallese, insieme a quello di gran parte dell'Europa nord-occidentale, in una regione montuosa.
I depositi gallesi di ardesia dello Skiddaw si formarono circa 500 Ma fa, nell'Ordoviciano. Circa 425 Ma fa, il Galles del nord (e il sud della contea di Mayo in Irlanda) sperimentarono un'intensa attività vulcanica. I resti di questi vulcani sono ancora visibili, ad esempio Rhobell Fwar, che risale a 510 Ma. Grandi quantità di lave andesitiche e ceneri vulcaniche ricoprirono sia il Galles sia il Lake District e sono testimoniate dal complesso vulcanico di Borrowdale, come riscontrabile dalla morfologia e stratigrafia delle montagne della zona quali l'Helvellyn e lo Scafell Pike, entrambe costituite da rocce ignee e sedimenti piroclastici.
Nel Periodo Siluriano, tra 425 e 400 Ma fa, una nuova e intensa fase corrugativa, correlata all'orogenesi caledoniana, interessò gran parte dell'attuale Regno Unito provocando la formazione di catene montuose che potevano raggiungere i 2 500 m, successivamente in buona parte smantellate e deformate. Ceneri vulcaniche e lave, depositatesi durante questo periodo, si possono ancora osservare nelle Mendip Hills e nel Pembrokeshire.
Nel Devoniano, l'intrusione di grandi quantità di magma tra gli strati di scisti metamorfici nell'area dei Grampiani provocò la formazione di questi rilievi, come il Ben Nevis. Nello stesso periodo, il livello del mare fu soggetto a numerose trasgressioni e regressioni; come conseguenza, la linea di costa avanzò e si ritirò da nord a sud attraverso tutta l'Inghilterra provocando la deposizione di numerosi strati sedimentari. La formazione delle arenarie rosse del Devon (Old Red Sandstone, ORS) è tipicamente indicativa di questo periodo geologico e sta all'origine del nome Devoniano, nonostante i suoi depositi siano presenti in molti altri luoghi.
All'inizio del Carbonifero, tra 360 e 320 Ma fa, il Regno Unito era posizionato nella fascia equatoriale parzialmente sommerso dalle acque poco profonde dell'Oceano Reico, come testimoniato dalla facies di calcari riccamente fossiliferi (a crinoidi e brachipodi) presente sulle Mendip Hills e i Pennini, in Galles, nel Peak District, nel Derbyshire, nel Lancashire e nella Scozia meridionale. Risalgono allo stesso periodo, anche i depositi di carbone conosciuti come coal measures e presenti in diverse aree del Galles, dell'Inghilterra settentrionale e centrale e della Scozia meridionale, dal Sutherland al Kent; questi depositi di carbone sono inglobati in una successione stratigrafica tipica di depositi deltizi e fluviali costituita prevalentemente da rocce sedimentarie clastiche a granulometria molto variabile che soggiaciono, nell'Inghilterra settentrionale, alle formazioni di arenarie grossolane note come Millstone Grit. Al termine del Carbonifero, l'oceano Reico scomparve a seguito della collisione continentale tra Gondwana e Euramerica: la conseguente corrugazione, nota come orogenesi ercinica, produsse la formazione, nell'Inghilterra sudoccidentale, di un complesso sistema di catene montuose e collinari (come le già citate Mendip Hills).
Durante i periodi Permiano e Triassico, gran parte del Regno Unito era sotto un mare poco profondo, dove avveniva il deposito di rocce sedimentarie come shale, calcare, ghiaia e marna. Il mare alla fine retrocedette per lasciare il posto a un deserto piatto con pozze di sale.
All'inizio del periodo Giurassico, il Regno Unito fu ancora sott'acqua, con il conseguente depositarsi di tracce sedimentarie che adesso si trovano sotto gran parte dell'Inghilterra dalle Cleveland Hills dello Yorkshire alla Costa Giurassica in Dorset, fra cui argille, arenarie, e il calcare oolitico delle Cotswold Hills. Il seppellimento di alghe e batteri sotto il fango del fondo marino durante questo periodo causò la formazione del petrolio del Mare del Nord e di gas naturale.
Nel periodo Cretaceo, gran parte del Regno Unito era di nuovo sotto il livello del mare e si depositarono gesso e selce sulla maggior parte della Gran Bretagna. Queste sono ora notevolmente esposte alle Bianche Scogliere di Dover, e formano la piana di Salisbury, le Chiltern Hills, i South Downs e altri simili elementi del territorio.
Le ultime rocce vulcaniche nel Regno Unito si formarono nel primo periodo Terziario, fra 63 e 52 milioni di anni fa, con le maggiori eruzioni che formarono il plateau di Antrim e le colonne basaltiche del Giant's Causeway. Ulteriori sedimenti si depositarono sopra l'Inghilterra meridionale, fra cui l'argilla di Londra, mentre la Manica consisteva di piane di marea di fango e sabbie depositate dai fiumi.
I maggiori cambiamenti durante gli ultimi pochi milioni di anni, durante il periodo Quaternario, sono stati apportati da diverse recenti ere glaciali, che hanno lasciato un'eredità di valli a forma di U nelle aree più alte e fertile (anche se spesso pietroso) suolo in Inghilterra meridionale.

### Montagne e colline

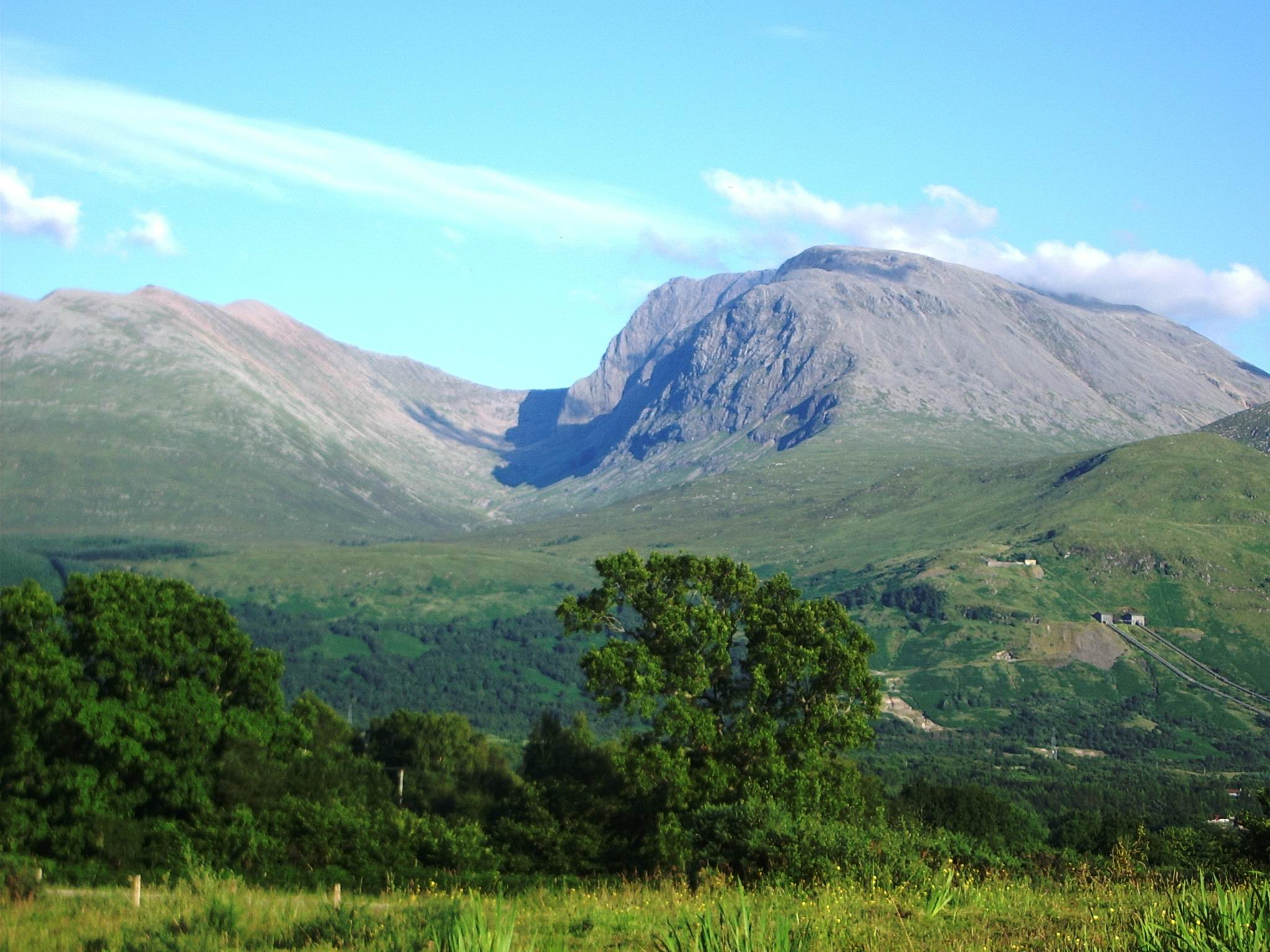
Con i suoi 1 343 metri, il Ben Nevis è la più alta cima del Regno Unito

Le dieci montagne più alte del Regno Unito, caratterizzate da vette non appuntite ed elevazioni modeste, si trovano in Scozia, perché la Scozia è più vicina al limite della placca tettonica. Le cime più alte di ogni nazione costitutiva sono:
- Scozia: Ben Nevis (Monti Grampiani, 1 343 metri)
- Scozia : Ben Macdui (Cairngorm, 1 309 metri)
- Galles: Snowdon (Monti Cambrici, 1 085 metri)
- Inghilterra: Scafell Pike (Monti del Cumberland, 977 metri)
- Irlanda del Nord: Slieve Donard (Montagne di Mourne, 852 metri)

Le principali colline del Regno Unito sono:
- in Scozia: Cairngorms, Cheviot Hills, Highlands, Southern Uplands, Grampian Mountains
- in Galles: Brecon Beacons, Monti Cambrici, Snowdonia, Black Mountains, Preseli Hills
- in Inghilterra: Chilterns, Cotswolds, Dartmoor, Exmoor, Lake District, Malvern Hills, Mendip Hills, North Downs, Peak District, Pennini, Salisbury Plain, South Downs, Shropshire Hills
- in Irlanda del Nord: Mountains of Mourne, Antrim Plateau, Sperrin Mountains

### Laghi
I laghi più estesi sono:

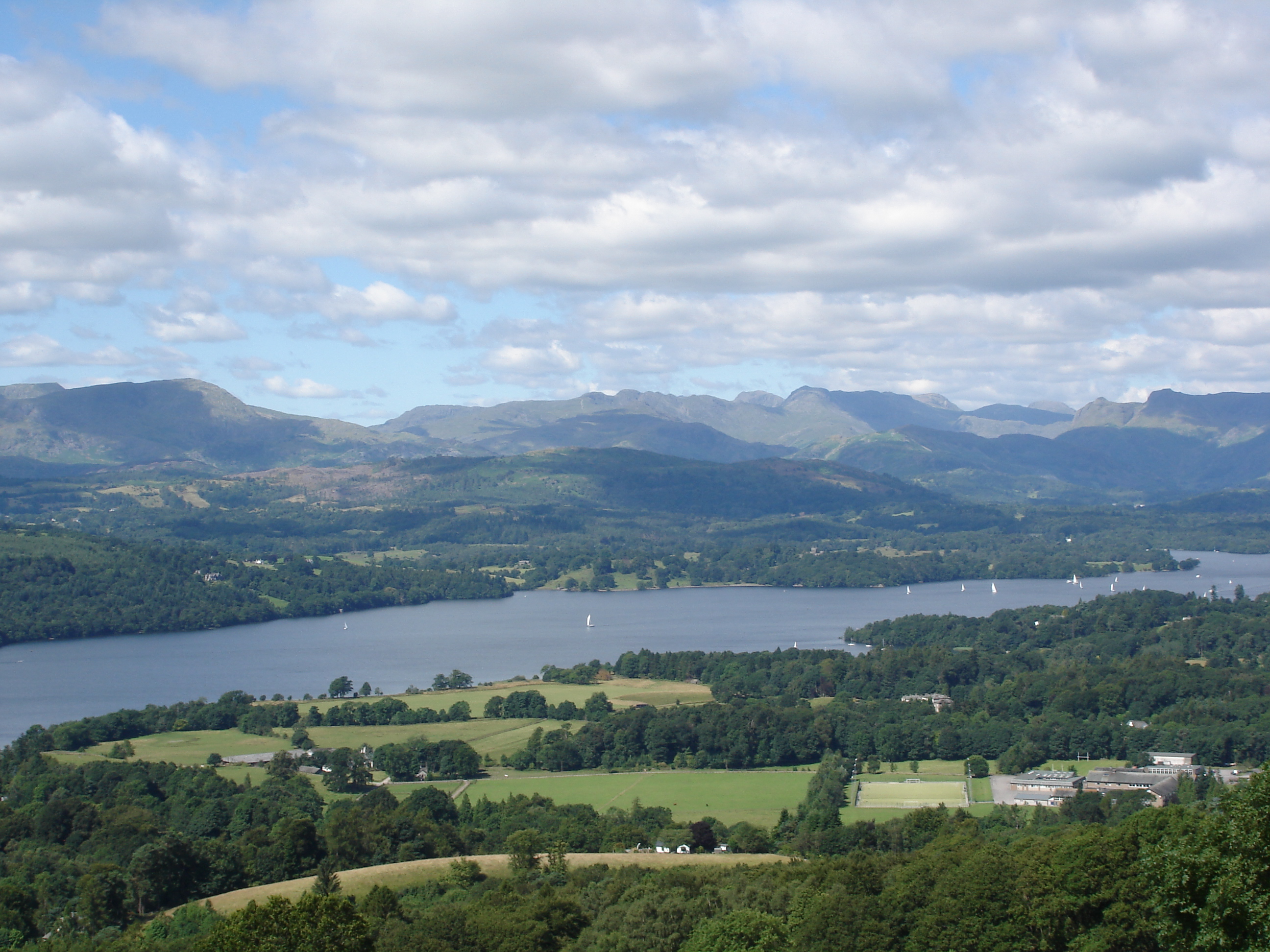
Lago Windermere

- Irlanda del nord: Lough Neagh (381,74 km²)
- Scozia: Loch Lomond (71,12 km²)
- Inghilterra: Windermere (14,74 km²)
- Galles: Lago Vyrnwy (8,24 km²)

Il più profondo lago del Regno Unito è il Loch Morar, con la massima profondità di 309 metri (Loch Ness è il secondo, con 228 metri). Il lago più profondo in Inghilterra è il Wast Water, che arriva a 79 metri.

### Fiumi
I fiumi nel Regno Unito sono numerosi, ma di dimensioni modeste.
Il fiume più lungo del Regno Unito è il Severn (354 km), che scorre tra il Galles e l'Inghilterra e, insieme al Tamigi, è uno dei principali.
Gli altri fiumi più lunghi sono:
- Inghilterra: Tamigi (346 km)
- Scozia: Tay (188 km)
- Irlanda del Nord: Bann (122 km)
- Galles: Towy (103 km)

### Vie d'acqua
Come risultato della sua storia industriale, il Regno Unito ha un esteso sistema di canali, in gran parte costruiti nei primi anni della rivoluzione industriale, prima dell'aumento della concorrenza delle ferrovie. Il Regno Unito ha anche numerose dighe e bacini per immagazzinare acqua da bere e per le industrie. La produzione di energia idroelettrica è abbastanza limitata, fornendo meno del 2% dell'energia elettrica britannica, principalmente dalle Highland scozzesi.

### Costa del Regno Unito

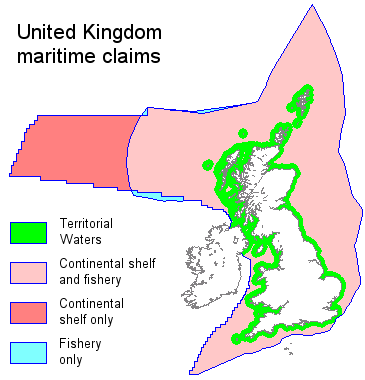
Rivendicazioni marittime del Regno Unito

Il Regno Unito ha una linea costiera che misura circa 12 429 km. La pesante frastagliatura della costa aiuta a far sì che nessun luogo si trovi a più di 125 km dalla costa.

#### Insenature
- Baia di Cardigan
- Baia di Lyme
- Canale di Bristol
- Estuario del Tamigi
- Baia di Morecambe
- Estuario del Solway
- The Wash
- Estuario dell'Humber
- Firth of Forth
- Firth of Tay
- Moray Firth

#### Promontori
La geologia del Regno Unito è tale che lungo la costa si trovano molti promontori e insenature. Qui sono riportati alcuni dei più degni di nota:
- Cornovaglia
  - Land's End
  - The Lizard
  - Cape Cornwall
- Cumbria
  - Furness
- Devon
  - Berry Head
  - Hartland Point
- Dorset
  - Old Harry Rocks
  - St Alban's Head
  - Portland Bill
  - St Abb's Head
- West Sussex
  - Selsey Bill
- East Sussex
  - Beachy Head
- Kent
  - North Foreland
- Sutherland
  - Cape Wrath
- Swansea
  - Gower Peninsula
- Wigtownshire
  - Rhins of Galloway
- Yorkshire
  - Filey Brig
  - Flamborough Head
  - Spurn Head

### Isole
In totale, si stima che il Regno Unito sia composto di più di mille piccole isole, alcune naturali e altre artificiali (i cosiddetti crannógs), che vennero costruite nel passato usando pietra e legno e che vennero rese più grandi da detriti naturali accumulatisi col tempo.
- Isole dell'Inghilterra
  - Lundy
  - Isole Scilly
  - Isola di Wight
  - Isole Farne
  - Lindisfarne
  - Isola di Portland
  - Isola di Walney
- Isole della Scozia
  - Isole Orcadi
  - Isole Shetland
  - Ebridi Interne
  - Ebridi Esterne
  - Rockall
  - Bass Rock
  - Isola di Fair
- Isole del Galles
  - Anglesey
  - Isola di Caldey
  - Isola Skomer
  - Isola Skokholm
  - Isola Ramsey
  - Isola Bardsey
  - Isola Holy
- Isole dell'Irlanda del Nord
  - Isola Rathin

## Geografia umana

Il Regno Unito è suddiviso in quattro parti: Galles, Inghilterra, Irlanda del Nord e Scozia

### Governo nazionale
Il Regno Unito è una monarchia parlamentare, che ha fatto parte dell'Unione europea dal 1973 al 2020, ma non ha mai adottato l'euro come moneta ufficiale: la valuta è la sterlina. Poi, con il referendum del 23 giugno 2016, i cittadini hanno deciso di uscire dall'Unione europea (Brexit).
Il Regno Unito è governato nel suo complesso dal Parlamento britannico.
Il Regno Unito è suddiviso in quattro nazioni costitutive: Inghilterra, Irlanda del Nord, Scozia e Galles. Ognuna di queste ha un governo:
- Irlanda del Nord - Area dell'Irlanda del Nord (sospesa, attualmente si riunisce come "Assemblea Virtuale")
- Scozia - Parlamento Scozzese
- Galles - Assemblea nazionale per il Galles
- Inghilterra - Nessuna in particolare - il governo laburista riteneva che l'Inghilterra sia troppo grande per ospitare una sola assemblea. Proposte di assemblee regionali in Inghilterra elette sembrano farsi avanti in seguito al rifiuto in un referendum dell'Assemblea per il Nord Est dell'Inghilterra.

Il Regno Unito, precisamente l'Irlanda del Nord, ha un confine internazionale con la Repubblica di Irlanda di 360 km. C'è anche un confine tra la giurisdizione della Francia e quella del Regno Unito nel Tunnel del Canale.

### Governi locali
Ogni parte del Regno Unito è suddivisa in ulteriori regioni governative locali:
- Inghilterra: Unitary Authorities, consigli di contea, district councils, consigli di parrocchia
- Galles: Principal areas, communities
- Scozia: Council areas, communities
- Irlanda del Nord: Districts

Storicamente, il Regno Unito era diviso in contee tradizionali o shires: aree amministrative attraverso le quali tutte le responsabilità civili del governo erano espresse. Ci sono ottantasei contee tradizionali in tutto il Regno Unito. Ogni contea o shire aveva una città della contea come centro amministrativo ed era divisa in singole parrocchie che erano divise da confini ecclesiastici.
Tra il 1889 (1890 in Scozia) e il 1974, i confini politici furono basati sulle contee tradizionali, ma, a causa dei cambiamenti nei centri della popolazione, le contee tradizionali divennero poco pratiche come aree di governo locale in alcune aree altamente urbanizzate. L'Atto di Governo Locale del 1972 creò un nuovo sistema di contee amministrative, progettato per tenere conto delle diverse concentrazioni di popolazione nelle diverse parti del paese.
Negli anni novanta un’ulteriore crescita della popolazione portò a nuovi cambiamenti politici a livello locale. Unitary authorities furono istituite in gran parte di Scozia e Galles, come pure nelle città più grandi dell'Inghilterra. Molte impopolari contee amministrative furono allo stesso tempo abolite. Ulteriori riorganizzazioni sono programmate se e quando le assemblee regionali in Inghilterra verranno revisionate in futuro.

### Geografia economica
La geografia economica del Regno Unito riflette non solo la sua attuale posizione nell'economia globale, ma anche la sua lunga storia sia come paese mercantile sia come potenza imperialista.
Il Regno Unito guidò la rivoluzione industriale e il suo carattere altamente urbano ne è una diretta conseguenza, con gran parte delle città principali che sono attualmente o che sono stati in passato centri di ogni tipo di manifattura. Comunque, tale svolta fu costruita sullo sfruttamento di risorse naturali, soprattutto carbone e minerale di ferro.

#### Industria primaria
L'industria primaria britannica era in passato dominata dall'industria del carbone, concentrata nel nord, nelle Midlands e nel Galles meridionale. Oggi, invece, la principale industria primaria è rappresentata dalla North Sea Oil. La sua attività è concentrata tra la piattaforma continentale britannica e il nord-est della Scozia.

#### Manifattura
In un momento o nell'altro virtualmente ogni prodotto che può essere immaginato è stato prodotto nel Regno Unito. In particolare, la sua manifattura pesante guidò la rivoluzione industriale. Una mappa delle principali città britanniche dà una buona immagine di dove queste attività erano situate, in particolare Belfast, Birmingham, Glasgow, Londra, Manchester, Newcastle, Nottingham.
Ad oggi comunque non c'è un'industria manifatturiera pesante in cui i marchi britannici possano essere considerati leader mondiali. Comunque, le Midlands in particolare rimangono un forte centro manifatturiero.
Più recentemente, marchi ad alta tecnologia si sono concentrati lungo la M4 motorway, a causa dell'accesso all'aeroporto Heathrow, ma anche a causa della concentrazione economica.

#### Finanza e servizi
In passato, ogni grande città aveva una borsa valori. Oggi, l'industria finanziaria inglese è concentrata nella City di Londra e a Canary Wharf, con uffici e operazioni amministrative spesso disperse nel sud dell'Inghilterra. Londra è uno dei più grandi centri finanziari del mondo e, di solito, soprannominata un "mondo città".

#### Disparità regionale
L'effetto combinato del cambiamento economica ha creato la cosiddetta divisione Nord-Sud nel Regno Unito, in cui le aree industriali in decadimento del nord contrastano con l'economia salutare del sud, guidata dall'economia e dalla tecnologia.
Questo ha portato i governi a sviluppare la politica regionale per provare a rettificare lo squilibrio.
Questo non è per dire che il sud è uniformemente in salute: alcune delle peggiori sacche di povertà possono essere trovate a Londra, specialmente nell'est della città.

## Risorse naturali

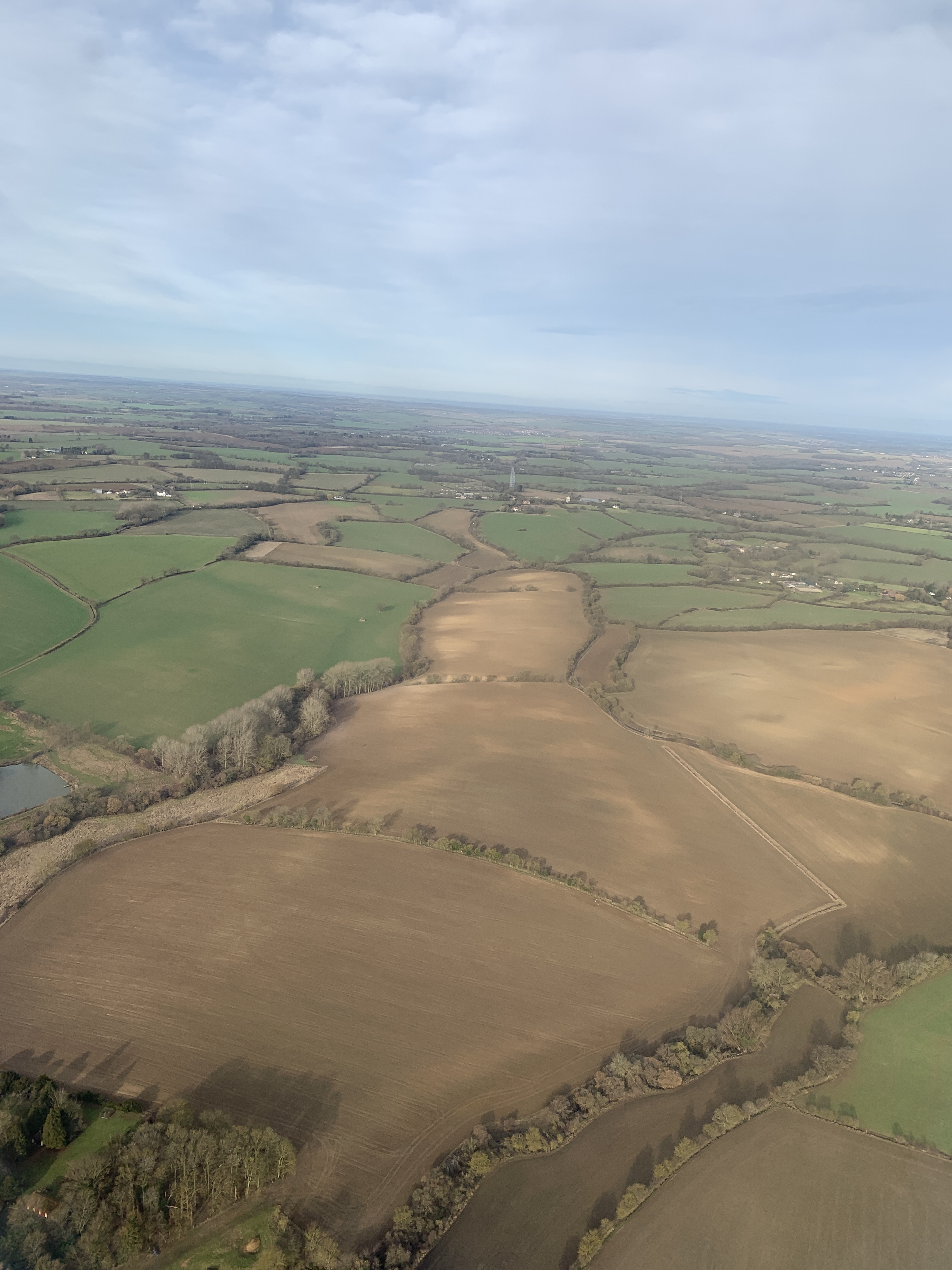
Foto aerea di campi nell'Essex

Anticamente, gran parte del Regno Unito era ricoperto da foreste. Sin dall'età preistorica, l'uomo ha deforestato gran parte del Regno Unito.
L'agricoltura è intensiva, altamente meccanizzata, ed efficiente secondo gli standard europei; essa produce circa il 60% del bisogno alimentare con meno dell'1% della forza lavoro. Circa due terzi della produzione sono destinate al bestiame, un terzo a campi arati.
Nel 1993 fu stimato che l'utilizzo dei terreni era:
- Campi arati: 25%
- Campi permanenti: 0%
- Pascoli permanenti: 46%
- Foreste e Boschi: 12%
- Altro: 17%
- Irrigati: 1 080 km²

Il Regno unito ha molte risorse naturali, tra le quali:
- Geologiche: carbone, petrolio, gas naturale, calcare, gesso, silicio, sali di roccia, argilla, acciaio, argento, oro, piombo.
- Prodotti dell'agricoltura: campi coltivati, grano, orzo, fattorie di collina, pecore.

Il Regno Unito ha grandi riserve di carbone, gas naturale e petrolio; la produzione di energia primaria copre il 10% del prodotto interno lordo, una delle percentuali più alte di tutti i paesi industrializzati. A causa della posizione su un'isola del Regno Unito, il paese ha un grande potenziale di generare elettricità dalle onde e dalle maree, sebbene queste non siano ancora state sfruttate su base commerciale.

## Ambiente

### Attualità
Il Regno Unito sta riducendo le emissioni di gas serra. Ha raggiunto l'obiettivo del Protocollo di Kyoto di una riduzione del 12,5% dai livelli del 1990 e intende raggiungere l'obiettivo vincolante di un taglio del 20% nelle emissioni per il 2010. Come obiettivo per il 2005, il governo mira a ridurre dell'85% dei livelli del 1998 la quantità di rifiuti industriali e commerciali eliminati nelle discariche e di riciclare o usare come compost almeno il 25% dei rifiuti domestici, aumentando questa quota al 33% entro il 2015. Fra il 1998 - 1999 e il 1999 - 2000, il riciclaggio dei rifiuti domestici è aumentato dall'8,8% al 10,3%.